# Blagověščensk (Baškortostán)
Blagověščensk (rusky Благове́щенск, baškirsky Благовещен) je město v Baškortostáně v Ruské federaci. Při sčítání lidu v roce 2010 mělo přes čtyřiatřicet tisíc obyvatel.

## Poloha
Blagověščensk leží na řece Belaji, přítoku Kamy. Od Ufy, hlavního města republiky, je vzdálen přibližně čtyřicet kilometrů na sever.

## Dějiny
Sídlo zde vzniklo v roce 1756 v souvislosti s otevřením měděné hutě. Od roku 1941 je Blagověščensk městem.